# Nedre Vollgate

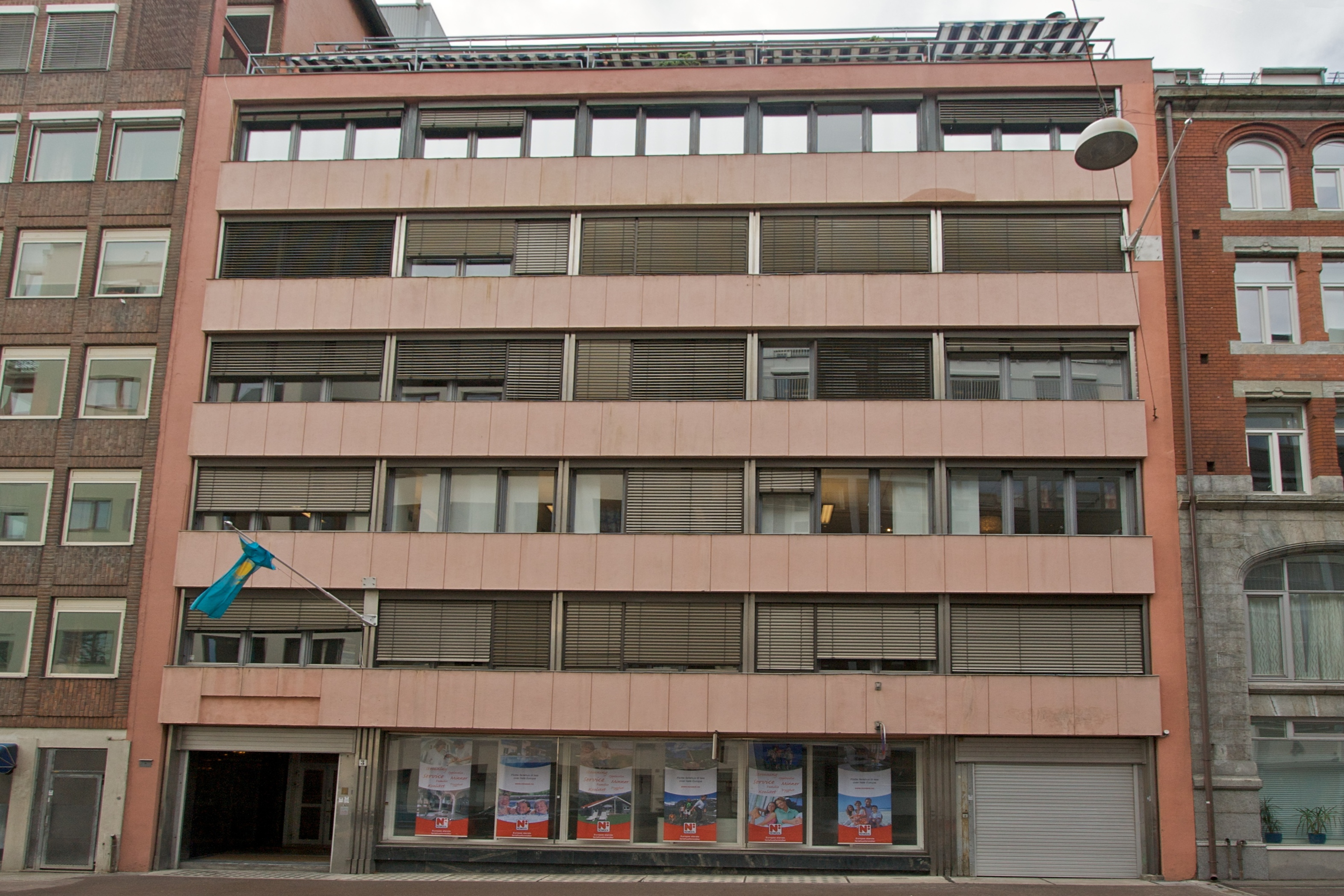
Nedre Vollgate 3, där Sri Lankas och Kazakstans ambassader ligger.

Nedre Vollgate är en gata området Kvadraturen i centrala Oslo, den sträcker sig från Rådhusgata till Stortingsgata. På gatan ligger Kazakstans, Filippinernas och Sri Lankas ambassader.